# 上場遺跡
上場遺跡（うわばいせき）は、鹿児島県出水市にある旧石器時代の遺跡。1971年（昭和46年）の第4次発掘調査で日本列島初の検出事例となる旧石器時代の建物跡（竪穴建物）が発見された。出水市指定史跡に指定されている。

## 概要
上場遺跡は出水市上大川内字池ノ段にあり、伊佐市、熊本県水俣市に隣接する矢筈山系東部に位置する。1965年（昭和40年）頃、当時の出水高校の教諭であった池永寛治によって発見された。これにより、初めて南九州における旧石器時代遺跡の存在が証明された。なお上場遺跡の近くには黒曜石を産出する日東遺跡がある。
約3万年前から1万年前までの生活跡が土層ごとに残されており、西日本における旧石器文化の標準遺跡となっている。第5層は姶良カルデラの形成を示す無遺物層になっており、最下の第6層はそれ以前に人々がこの地域で生活していた事を示している。また、ここでは国内唯一のボラ・ストーン（投石の狩猟具）も発見されている。

## 略年表
- 1965年（昭和40年） - 当時出水高校教諭の池水寛治が発見｡
- 1966年（昭和41年） - 第1次発掘調査開始。
- 1974年（昭和49年） - 第5次発掘調査で終了。